# Diltiazem

Diltiazem

O Diltiazem é um fármaco que pertence ao grupo das benzotiazepinas, um tipo de bloqueadores dos canais de cálcio. Sua ação dá-se ao nível dos canais lentos de cálcio das membranas celulares miocárdicas e da musculatura lisa dos vasos.
O Diltiazem liga-se a canais de cálcio do tipo L no miocárdio e músculo liso, diminuindo desta forma a entrada de cálcio para dentro das fibras musculares e reduzindo a sua capacidade contráctil. Assim, os seus principais efeitos são como vasodilatador e depressor da função cardíaca, nomeadamente diminuindo o inotropismo e o cronotropismo, o que leva a uma diminuição do débito cardíaco e da frequência cardíaca. (Não use esse medicamento sem orientação de um Farmacêutico ou Médico, pois se usado de maneira incorreta ele pode trazer danos a saúde)

## Indicações terapêuticas
- Hipertensão arterial
- Angina de peito
- Ponte Miocárdica

## Principais contra-indicações
- Insuficiência cardíaca congestiva
- Baixa pressão arterial
- Ataque cardíaco recente

## Efeitos adversos
- Dores de cabeça
- Cansaço
- Náuseas
- Tonturas
- Fraqueza
- Tosse
- Garganta inchada[1]